# Youx
Youx é uma comuna francesa na região administrativa de Auvérnia-Ródano-Alpes, no departamento Puy-de-Dôme. Estende-se por uma área de 19,22 km². Em 2010 a comuna tinha 931 habitantes (densidade: 48,4 hab./km²).